# Ватандаш
„Ватандаш“ (на османски турски: وطنداش; на турски: Vatandaş, в превод Гражданин) е османски вестник, излизал в Солун, Османската империя от 31 август 1912 година.
Издава се от Комитета за единство и прогрес. Редактор на вестника е А. Исмет.